# Aeronautica Cobelligerante Italiana
Aeronautica Cobelligerante Italiana è una denominazione informale e non ufficiale utilizzata in passato per identificare quei reparti della Regia Aeronautica che si trovavano o si spostarono nel cosiddetto Regno del Sud (territorio nel sud del Regno d'Italia liberato dagli Alleati dove si era rifugiato il re Vittorio Emanuele III) dopo il proclama Badoglio dell'8 settembre 1943 sull'armistizio di Cassibile. Tale forza, riorganizzata ed equipaggiata dall'estate del 1944 anche di apparecchi di provenienza anglo-statunitense, operò poi a fianco degli Alleati fino alla fine della guerra principalmente nel teatro dei Balcani.
La denominazione "Aeronautica Cobelligerante Italiana" e altre analoghe sigle, sia in lingua italiana sia inglese, non hanno riscontro nei documenti dell'epoca e sono state usate in passato da alcuni storici e commentatori. Ufficialmente la Regia Aeronautica cambiò la sua denominazione in Aeronautica Militare Italiana il 18 giugno 1946.

## Storia
La maggior parte dei reparti rimasti nel nord e centro Italia (territorio controllato dai tedeschi e dai membri di quella che successivamente divenne la Repubblica Sociale Italiana) andarono a costituire il 27 ottobre 1943 l'Aeronautica Nazionale Repubblicana (ANR), che continuò a operare accanto alla Luftwaffe eseguendo compiti di difesa aerea dei grossi centri industriali del nord Italia.
La riorganizzazione della Regia Aeronautica cominciò immediatamente dopo l'8 settembre, quando in 24 ore il 4º Stormo attuò le prime azioni di difesa dai tedeschi e le prime azioni offensive contro il nuovo nemico. Per circa un mese la Regia Aeronautica operò di propria iniziativa, su indicazioni del Comando Supremo, senza controllo operativo degli Alleati e senza le limitazioni armistiziali, sino al riconoscimento ufficiale dello status di cobelligerante. Ciò fu possibile per la presenza del re e dei vertici delle Forze Armate insediatisi a Brindisi.
Decisivo per la realizzazione dei nuovi obiettivi fu l'incontro del 15 settembre 1943 tra il capo di Stato Maggiore dell'Aeronautica Militare, il generale di divisione Renato Sandalli, e l'Air Commodore Foster, capo della divisione aeronautica della Allied Control Commission. Il 21 settembre vennero cambiate le insegne della Regia Aeronautica nella coccarda tricolore posizionata nelle tipiche posizioni: ai lati della fusoliera e sulle ali. Successivamente alla destituzione di Benito Mussolini il 25 luglio precedente e con la conseguente caduta del fascismo, infatti, la Regia Aeronautica aveva progressivamente eliminato le insegne dei fasci littori dai propri velivoli, ma non si era provveduto ad una alternativa per cui, per circa due mesi, l'unica insegna nazionale rimase la croce bianca di Savoia sulla deriva.  Le nuove disposizioni divennero operative il 15 ottobre del 1943, quando la Regia Aeronautica possedeva 281 apparecchi, di cui 165 operativi. Il governo italiano aveva dichiarato guerra alla Germania il 13 ottobre.
In quel primo periodo la Regia Aeronautica non operò mai sul territorio italiano: il suo teatro operativo era limitato ai Balcani (Jugoslavia, Albania), anche per evitare scontri tra aerei con equipaggi italiani, evenienza che non si verificò mai. 
Alla fine del 1943 le clausole della resa agli alleati imponevano che ogni aereo italiano rimasto sotto il controllo della Regia Aeronautica venisse trasferito nelle basi alleate. Malgrado le grosse difficoltà, come la mancanza di combustibile, la presenza delle truppe tedesche e la distanza delle basi nell'Egeo, in Albania e in Grecia, unita alla limitata autonomia degli aeroplani italiani, 203 aerei italiani (39 caccia, 117 bombardieri o trasporto e 47 idrovolanti) atterrarono negli aeroporti alleati, ma la maggior parte di essi non fu in grado di continuare a combattere per molto tempo. Uniti a un altro centinaio di apparecchi che si trovavano già in zona alleata, costituirono una base di 250 aerei funzionanti, per molti dei quali però la Regia Aeronautica aveva già in progetto la sostituzione, in quanto obsoleti; inoltre tutte le fabbriche aeronautiche italiane si trovavano al Nord, in mano tedesca. Gli appartenenti alla Regia Aeronautica continuarono però a onorare il giuramento fatto al re e rispettare gli accordi presi dal governo italiano con gli Alleati, partecipando attivamente alla guerra di liberazione italiana.

## Reparti famosi
Tra i reparti notevoli di questa forza aerea si ricordano lo Stormo Baltimore, costituito sul campo di volo provvisorio di Campo Vesuvio (nei pressi di Napoli-Ottaviano) il 1º luglio 1944, che vide tra i suoi membri Carlo Emanuele Buscaglia, e lo Stormo Notturno, costituito nel maggio 1944 a Lecce con i superstiti CANT Z.1007.

## Attività  e operazioni
Agli inizi i veri protagonisti della riorganizzazione della Regia Aeronautica furono i meccanici delle "Squadra Riparazioni Aeromobili e Motori" (S.R.A.M.) che, grazie a un paziente lavoro di reperimento e adattamento dei pezzi di ricambio, cercarono di rimettere in condizione di volo la maggior quantità di aeroplani possibile, i cui equipaggi furono comunque addestrati a volare anche con aerei alleati in operazioni di trasporto, scorta, ric ognizione, salvataggio in mare e operazioni tattiche limitate: in totale furono 11.000 le missioni svolte tra il 1943 e il 1945.

## Struttura

### La struttura al 15 ottobre del 1943
Struttura della Regia Aeronautica al 15 ottobre del 1943.

#### Comando
- Ministero dell'aeronautica
  - Stato Maggiore Aeronautica
    - Comando Unità Aerea (Brindisi, da dicembre Bari) - (Generale Brigata Aerea Angelo Tessore, dal 27 dicembre successivo Gen. B.A. Pietro Piacentini)
      - Squadriglia Autonoma Volo

#### Raggruppamento Caccia
Raggruppamento Caccia - (Colonnello François)
- 4º Stormo Caccia Terrestre

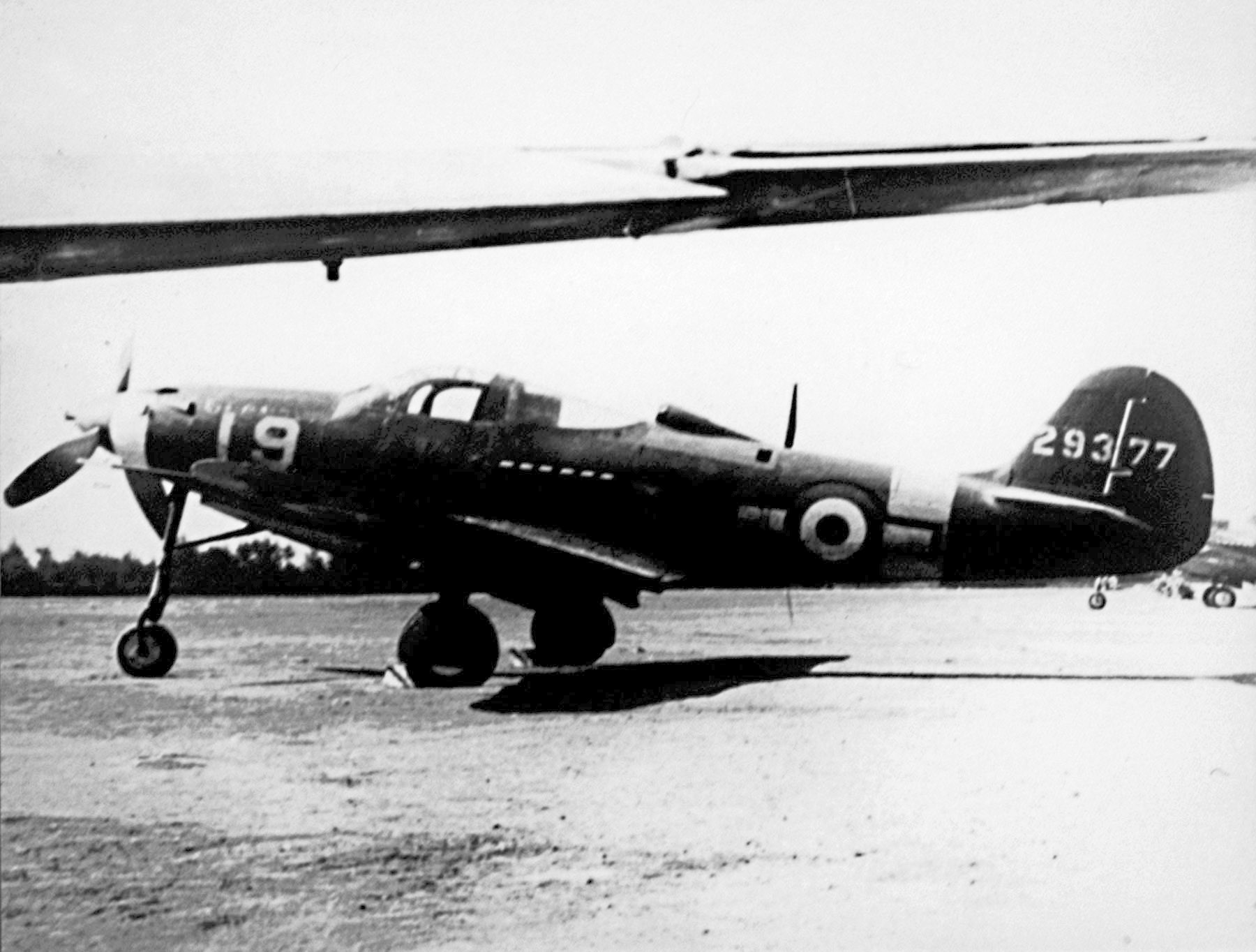
Uno dei Bell P-39N-1 Airacobra in organico al 4º Stormo C.T. Si noti la coccarda tricolore apposta sopra quella della statunitense USAAF

  - 9º Gruppo, Macchi M.C.202, Macchi M.C.205 (Brindisi)
    - 96ª Squadriglia
    - 97ª Squadriglia

  - 10º Gruppo, Macchi M.C.202, Macchi M.C.205 (Lecce)
    - 84ª Squadriglia
    - 90ª Squadriglia
    - 91ª Squadriglia aeroplani da caccia
- 5º Stormo Tuffatori
  - 101º Gruppo, Reggiane Re.2002 (Manduria)
    - 208ª Squadriglia
    - 238ª Squadriglia

  - 102º Gruppo, Reggiane Re.2002 (Manduria)
    - 209ª Squadriglia
    - 239ª Squadriglia
- 8º Gruppo Autonomo Caccia Terrestre, Macchi M.C.200 (Leverano)
  - 92ª Squadriglia
  - 93ª Squadriglia
  - 94ª Squadriglia
- 21º Gruppo Autonomo Caccia Terrestre, Macchi M.C.202 (Brindisi)
  - 356ª Squadriglia
  - 361ª Squadriglia
  - 386ª Squadriglia
- 371ª Squadriglia Autonoma Caccia Terrestre, Macchi M.C.200, FIAT C.R.32 (Leverano)
- Scuola Addestramento Caccia

#### Raggruppamento Bombardamento e Siluranti
- XXVIII Gruppo Autonomo Bombardamento Terrestre, CANT Z.1007 (Decimomannu)
  - 10ª Squadriglia
  - 19ª Squadriglia
- 86º Gruppo Autonomo Bombardamento Terrestre, CANT Z.1007 (Decimomannu)
  - 190ª Squadriglia
  - 191ª Squadriglia
- 88º Gruppo Autonomo Bombardamento Terrestre, CANT Z.1007 (Decimomannu)
  - 264ª Squadriglia
  - 265ª Squadriglia
- 106º Gruppo Autonomo Bombardamento Terrestre, CANT Z.1007 (Decimomannu)
  - 260ª Squadriglia
  - 261ª Squadriglia
- 41º Gruppo Autonomo Aerosiluranti, Savoia-Marchetti S.M.79 (Milis)
  - 204ª Squadriglia
  - 205ª Squadriglia
- 84º Gruppo Autonomo Ricognizione Marittima, CANT Z.506, Fiat R.S.14
  - 140ª Squadriglia, CANT Z.506, Fiat R.S.14 (Santa Giusta)
  - 145ª Squadriglia, CANT Z.506, Fiat R.S.14 (Santa Giusta)
  - 146ª Squadriglia, CANT Z.506, Fiat R.S.14 (Santa Giusta)
  - 287ª Squadriglia, CANT Z.506, Fiat R.S.14 (Porto Conte)
  - Sezione Soccorso, CANT Z.506 (Elmas)

#### Raggruppamento Bombardamento e Trasporto
- Comandante colonnello pilota Leonello Leone
- 132º Gruppo Autonomo Trasporto, Savoia-Marchetti S.M.79 (Leverano)
  - 241ª Squadriglia
  - 253ª Squadriglia
  - 281ª Squadriglia
- 1º Gruppo Autonomo Trasporto
  - 1ª Squadriglia, Savoia-Marchetti S.M.82 (Lecce)
  - 2ª Squadriglia, Savoia-Marchetti S.M.82 (Lecce)
  - 103ª Squadriglia, Caproni Ca.314 (Manduria)

#### Raggruppamento Idrovolanti
- 1º Gruppo Autonomo Idrovolanti, CANT Z.501, CANT Z.506 (Taranto)
  - 139ª Squadriglia
  - 149ª Squadriglia
  - 183ª Squadriglia
- 2º Gruppo Autonomo Idrovolanti, CANT Z.501, CANT Z.506
  - 141ª Squadriglia (Taranto)
  - 288ª Squadriglia (Brindisi)

#### Comando Aeronautica della Sardegna

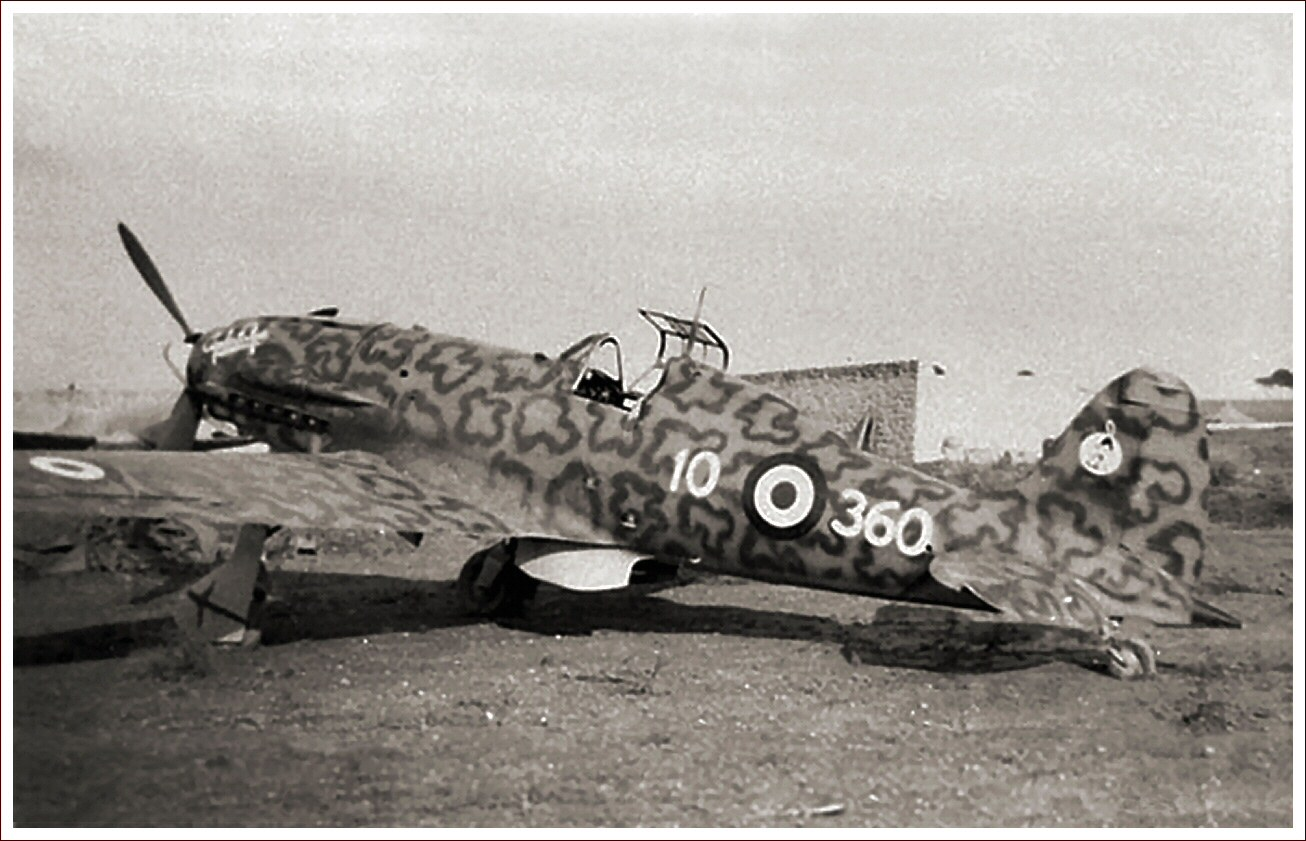
Il Macchi M.C.202 con identificativo 10-360 appartenente alla 360ª Squadriglia

- Squadriglia Autonoma Volo (Monserrato)
- 121º Gruppo Autonomo Tuffatori, Junkers Ju 87D (Oristano)
  - 206ª Squadriglia
  - 216ª Squadriglia
- 155º Gruppo Autonomo Caccia Terrestre, Macchi M.C.202, Macchi M.C.205 (Monserrato)
  - 351ª Squadriglia
  - 360ª Squadriglia
  - 378ª Squadriglia

### La struttura nell'estate del 1944
Struttura della Regia Aeronautica nell'estate del 1944.

#### Comando
- Ministero dell'aeronautica
  - Stato Maggiore Aeronautica
    - Comando Unità Aerea
      - Squadriglia Autonoma Volo

#### Raggruppamento Caccia
- 4º Stormo Caccia Terrestre
  - 9º Gruppo, Macchi M.C.202, Macchi M.C.205, Bell P-39 Airacobra (Leverano settembre ed ottobre 1944 poi Campomarino)
    - 96ª Squadriglia
    - 97ª Squadriglia

  - 10º Gruppo, Macchi M.C.202, Macchi M.C.205, Bell P-39 Airacobra (Campomarino)
    - 84ª Squadriglia
    - 90ª Squadriglia

  - 12º Gruppo, Macchi M.C.202, Macchi M.C.205, Bell P-39 Airacobra (Campomarino)
    - 73ª Squadriglia
    - 91ª Squadriglia
- 5º Stormo Caccia Terrestre
  - 8º Gruppo, Macchi M.C.200, Macchi M.C.202 (Leverano)
    - 92ª Squadriglia
    - 93ª Squadriglia

  - 101º Gruppo, Reggiane Re.2001, Macchi M.C.202 (Lecce)
    - 208ª Squadriglia
    - 238ª Squadriglia

  - 102º Gruppo, Reggiane Re.2002, Macchi M.C.202 (Campomarino)
    - 209ª Squadriglia
    - 239ª Squadriglia
- 51º Stormo Caccia Terrestre
  - 20º Gruppo, Macchi M.C.205, Supermarine Spitfire V (Leverano settembre ed ottobre 1944 poi Campomarino)
    - 356ª Squadriglia
    - 360ª Squadriglia

  - 21º Gruppo (Lecce)
    - 351ª Squadriglia, Macchi M.C.202
    - 386ª Squadriglia, Macchi M.C.202, Macchi M.C.205

  - 155º Gruppo (Lecce)
    - 351ª Squadriglia, Macchi M.C.202, Macchi M.C.205
    - 378ª Squadriglia, Macchi M.C.202
- Scuola Pilotaggio (Leverano) Aermacchi C.200 (ex velivoli della 371 sq. ) , FIAT C.R. 42, FIAT G.8, FN.305, Caproni Ca.164, Romeo Ro.37, FIAT G.50 biposto

#### Raggruppamento Bombardamento e Trasporto
- 1º Stormo Baltimore
  - 28º Gruppo, Martin 187 Baltimore (Campomarino)
    - 19ª Squadriglia
    - 206ª Squadriglia

  - 132º Gruppo, Martin 187 Baltimore (Campomarino)
    - 253ª Squadriglia
    - 281ª Squadriglia
- 2º Stormo Trasporto Notturno
  - 1º Gruppo, Savoia-Marchetti S.M.82 (Lecce)
    - 19ª Squadriglia
    - 206ª Squadriglia

- - 88º Gruppo, CANT Z.1007 (Lecce)
    - 190ª Squadriglia
    - 265ª Squadriglia
- 3º Stormo Trasporto
  - 2º Gruppo, (Lecce)
    - 102ª Squadriglia
    - 103ª Squadriglia

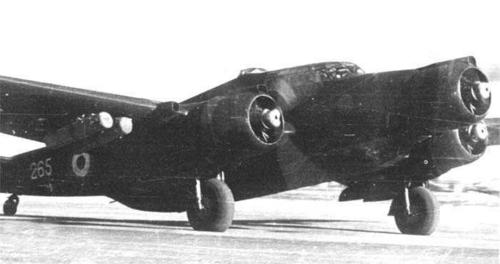
Uno Z.1007 della 256ª Squadriglia dell'88º Gruppo in decollo da Lecce per una missione, nel 1944. Notare, sotto l'ala destra, due contenitori di rifornimenti destinati a essere lanciati sui Balcani in favore di truppe regolari o partigiane

  - 98º Gruppo, Savoia-Marchetti S.M.79, Savoia-Marchetti S.M.84 (Lecce)
    - 240ª Squadriglia
    - 241ª Squadriglia

#### Raggruppamento Idrovolanti
- 82º Gruppo Autonomo Idrovolanti, CANT Z.506 (Taranto)
  - 139ª Squadriglia
  - 149ª Squadriglia
- 83º Gruppo Autonomo Idrovolanti, CANT Z.501, CANT Z.506 (Brindisi)
  - 141ª Squadriglia
  - 147ª Squadriglia
- 84º Gruppo Autonomo Idrovolanti, CANT Z.506 (Elmas - Taranto)
  - 140ª Squadriglia
  - 288ª Squadriglia
- 85º Gruppo Autonomo Idrovolanti, CANT Z.501, FIAT R.S.14 (Taranto)
  - 183ª Squadriglia
  - 287ª Squadriglia

#### Comando Aeronautica della Sardegna
- Squadriglia Autonoma Volo